# Holešov
Holešov (tysk: Holleschau, hebraisk: העלשויא) er en by i distriktet Kroměříž  i regionen Zlín i Tjekkiet med omkring 12.000 indbyggere. Den historiske bykerne med slotskomplekset er velbevaret og er beskyttet ved lov som en bymonumentzone.
Bydelene og landsbyerne Dobrotice, Količín, Tučapy, Všetuly og Žopy er administrative dele af Holešov.

## Geografi
Holešov ligger omkring 12 km  øst for Kroměříž og 13 km  nord for Zlín. Rusava-strømmen løber gennem byen.
Den vestlige og sydlige del af kommunens område, med selve byen, ligger i et fladt landskab i dalen til øvre Morava. Den nordlige del med landsbyerne Dobrotice og Tučapy ligger i det Mæhrisk-Schlesiske forbjerge. En lille østlig del af området strækker sig ind i Hostýn-Vsetín-bjergene og omfatter det højeste punkt i Holešov, bakken Lysina med en højde på 598 moh.

## Historie
Den første skriftlige omtale af Holešov er fra 1141 i et skøde af Jindřich Zdík, da bosættelsen var et len af biskopper af Olomouc . Mellem 1300 og 1322 blev købstaden forvandlet til en by.
Efter 1848 blev Holešov det administrative centrum for Holešov -distriktet og regionens økonomiske centrum. Byen begyndte at blive industrialiseret, og hovederhvervene var træbearbejdning, møbel-, strikke- og fødevareindustrien. I 1960 blev bydelen Holešov opløst.

## Seværdigheder
Holešov er kendt for sit store slot med havekomplekset i fransk stil og en vildtpark. Det tidlige barokslot blev bygget i 1655-1674. I dag er slottet åbent for offentligheden og huser også byens museum og galleri. 
Bytorvets vartegn er sognekirken Jomfru Marias himmelfartskirke. Barokkirken blev bygget i 1708 og indviet i 1735. I 1748 blev Det Sorte Kapel tilføjet kirken. Under kapellet er krypten for de adelige familier Rottal og Vrbna.
Det Trinitariske kloster er et værdifuldt barokkompleks af bygninger, bygget i 1748-1750. Dens  Sant Anne Kirke var oprindeligt en del af det tidlige slotskompleks.
Den Gamle Synagoge er den næstældste synagoge i Mæhren. Det er en usædvanlig synagoge af den polske type bygget i renæssancestil, som omfatter udsmykkede jernværker og malerier på lofter og vægge med blomster- og dyremotiver. Den Gamle Synagoge, også kendt som "Shakh" eller "Šach" Synagogen, blev bevaret, fordi den lignede en almindelig bygning udefra. I dag indeholder den en udstilling om jødernes liv i Mähren.
Den jødiske kirkegård rummer omkring 3.000 grave. De ældste bevarede gravsten er fra 1647.